# Hearts Up
Hearts Up er en amerikansk stumfilm fra 1921 af Val Paul.

## Medvirkende
- Harry CareyHarry Carey som David Brent
- Arthur Millett som Jim Drew
- Charles Le Moyne som Bob Harding
- Frank Braidwood som Gordon Swayne
- Mignonne Golden som Lorelei Drew